# Роберт II Куртгез
Роберт ІІ Куртгез (фр. Robert Courteheuse; бл.1051 — 3 лютого 1134) — старший син Вільгельма I Завойовника, успадковував йому як герцог Нормандії (але не на англійському троні) у 1087 році. Його брат Вільгельм зійшов на англійський престол, і вони воювали до 1096 року, після чого Роберт взяв участь у Першому хрестовому поході. Коли його інший брат Генріх пред'явив права на англійський трон у 1100 році, Роберт заперечив цю заяву і вторгся в Англію в 1101 році, що не мало успіху. Генріх ввійшов у Нормандію в 1106 році і захопив Роберта в полон. Після взяття в полон Роберта Куртгеза було відвезено до Англії. Спочатку він перебував у замку Дівайзіс у Вілтширі, потім був переміщений у Бристоль і, нарешті, у Кардіфф. Умови утримання були відносно стерпними: герцог забезпечувався належним харчуванням, одягом, йому дозволили деякі розваги, але він залишався бранцем до своєї смерті.
| Персоналії | Це незавершена стаття про особу. Ви можете допомогти проєкту, виправивши або дописавши її. |

| Попередник Вільгельм II Завойовник |  | Герцог Нормандії 1087-1106 |  | Наступник Генріх I Боклерк |